# Isidiella
Isidiella é um gênero de traça pertencente à família Cosmopterigidae.